# Expédition 68 (ISS)
Insigne de la mission
Équipage de l'expédition 68
Chronologie
Expédition 67  Expédition 69
L'expédition 68 est le 68e roulement d'équipage de l'ISS. Cette mission débute le 29 septembre 2022, avec le départ du Soyouz MS-21 et se termine le 28 mars 2023 avec le départ du Soyouz MS-22.

## Équipage
L'équipage est composé des astronautes de la mission Soyouz MS-22 : Sergueï Prokopiev (Roscosmos ), Dimitri Peteline (Roscosmos ) et Francisco Rubio (NASA ). Et de l'équipage de SpaceX crew-5 : Nicole Mann (NASA ), Josh A. Cassada (NASA ), Kōichi Wakata (JAXA ) et Anna Kikina (Roscosmos ),.

## Déroulement
L'expédition commence le 29 septembre 2022 au moment du départ du soyouz MS-21 qui se détache de la station spatiale à 7 h 34 UTC. Le commandement est assuré par Samantha Cristoforetti puis par Sergueï Prokopiev à compter du 12 octobre suivant.
Le 6 octobre à 21 h 1 UTC, le vaisseau Endurance de la mission SpaceX Crew-5 amène quatre nouveaux astronautes à bord de l'ISS. L'effectif présent sur la station est alors de onze personnes jusqu'au départ des quatre membres de la mission SpaceX Crew-4 le 14 octobre à 16 h 5 UTC.
Après cinq mois de présence dans l'espace, les quatre astronautes de SpaceX Crew-5 quittent l'ISS le 11 mars 2023 à 7 h 20 UTC à bord du vaisseau Endurance.
Le 16 mars, un vaisseau Dragon de la mission SpaceX CRS-27 transportant 2 852 kg de fret s'amarre à l'ISS.
L'expédition prend fin le 28 mars 2023 à 9 h 57 UTC avec le départ, sans équipage, du Soyouz MS-22.